# 拟畸螳属
拟畸螳属（学名：Pseudodystacta）是色翅螳科的一属。

## 下属物种
本属包括以下物种：
- Pseudodystacta braueri Karny, 1908